# La Guierche
La Guierche – miejscowość i gmina we Francji, w regionie Kraj Loary, w departamencie Sarthe.
Według danych na rok 1990 gminę zamieszkiwało 837 osób, a gęstość zaludnienia wynosiła 106 osób/km² (wśród 1504 gmin Kraju Loary La Guierche plasuje się na 649 miejscu pod względem liczby ludności, natomiast pod względem powierzchni na miejscu 1090).